# Назаров, Степан Иванович
Степан Иванович Назаров (1727—?) — российский инженер-прапорщик (позднее титулярный советник) и преподаватель математики Сухопутного шляхетного кадетского корпуса, автор «Практической геометрии» (СПб., 1760). 

## Биография
Известно, что он был сыном солдата, до 1742 года служил в гарнизонной школе, а затем переведён в Сухопутный шляхетский кадетский корпус, где с 1745 года до конца жизни (дата его смерти не установлена) преподавал математику. Звание кондуктора I класса получил в 1755 году, звание инженера-прапорщика в 1758 году, ранг титулярного советника — в 1762 году.

## Практическая геометрия
Составил «для употребления обучающегося благородного юношества» «Практическую геометрию» (Санкт-Петербург, 3 издания: 1760, 1767 и 1775), которая состояла главным образом в предложении и решении ряда геометрических задач, причём решения не сопровождались ни объяснениями, ни доказательствами. Первая часть книги охватывала «Лонгеометрию», «Планометрию» и «Штир-геометрию», вторая часть — «Тригонометрию».
В Большой энциклопедии Южакова, книга оценивается как «хорошая для своего времени» и ставшая фактически первым русским учебником геометрии, на протяжении многих лет была базовым пособием в российских военных школах.